# Cerro El Empalao
El Cerro El Empalao es una colina de unos 705 m de altitud ubicado al este de la ciudad de Cagua, estado Aragua. El Empalao es un lugar apreciado por trotadores, deportistas y la población general de la región en busca de actividad física. Desde la cima se pueden tomar vías que conducen hasta Zuata y San Mateo, capital del municipio Bolívar del estado Aragua. Desde él se pueden visualizar los tres lagos de la región: El Lago de Los Tacariguas, La Laguna de Taiguaiguai y La Laguna de Zuata

## Etimología
El Empalao toma su nombre de la historia de Venezuela, cuando el encomendero Garci González de Silva se dedicó a «empalar» a los aborígenes que le ofrecían resistencia a sus intentos de esclavizarlos. La cruel práctica de empalar consistía en atravesar longitudinalmente a una persona con una estaca previamente clavada en el suelo con la punta hacia arriba, de la misma manera que se hace con un animal para asarlo. González de Silva encontró fuerte resistencia por parte de los indios Meregotos y a quienes finalmente capturaba los mataba atravesando un madero en fincas del cerro que en ese entonces era apodado El Calvario.

## Situación reciente
Desde los años 1980 el cerro El Empalao ha sido sitio frecuente de tala y quema y sus faldas han sido tomadas por viviendas improvisadas e invasiones poniendo en peligro el hábitat natural del promontorio. En diciembre de 2009, la coordinación de Ordenación y Administración Ambiental del Estado Aragua presentó a la Subcomisión de Gestión del Ambiente de la Asamblea Nacional de Venezuela una solicitud de modificación de la Declaratoria del cerro El Empalao del año 1986, por las denuncias de los Consejos Comunales de un urbanismo ilegal en terrenos del cerro, el único pulmón ambiental del municipio Sucre.